# Bad Fischau-Brunn
Bad Fischau-Brunn est une commune autrichienne du district de Wiener Neustadt-Land en Basse-Autriche.

## Géographie
Bad Fischau-Brunn se situe à 50 km au sud de Vienne, à la limite ouest du bassin de Vienne, ainsi que sur la ligne thermale (Thermenlinie). La commune s'étend sur 20,59 km2 dont 36,22% sont couverts de forêt.
Deux communes cadastrales composent la commune de Bad Fischau-Brunn: Bad Fischau et Brunn an der Schneebergbahn, qui représentent également deux localités distinctes. Les communes avoisinantes sont Wiener Neustadt, Weikersdorf am Steinfelde, Winzendorf-Muthmannsdorf, Markt Piesting et Wöllersdorf-Steinabrückl.

## Histoire
Des fouilles indiquent que le territoire de la commune est occupé déjà cinq millénaires avant notre ère. À l'âge du bronze, d'autres traces révèlent la présence d'habitants dans la région au cours de la Protohistoire.
Quelques siècle av. J.-C., les Celtes s'installent dans la région et une importante agglomération se développe sur le Töpferboden, l'un des sommets des Malleiten. C'est de cette époque que date la première dénomination de la commune Vscaia. Le territoire fait partie du royaume celte de Norique et se trouve dans la zone d'influence de l'oppidum de Burg.
Sous l'Empire romain, qui s'empare des territoires de l'actuelle Autriche vers 15 av. J.-C., Bad Fischau-Brunn fait partie de la province de Pannonie. La région se situe alors sur une importante voie marchande et militaire vers Vindobona, la Vienne de nos jours. À partir du Ve siècle, les Germains repoussent les Romains au cours des invasions barbares, les Avars et les Slaves s'installent dans la région pour plus de trois siècles.
La région est conquise au VIIIe siècle par Charlemagne, qui la structure en deux marches frontalières pour résister à la pression des Avars. Fiskaha appartient aux marches de Carantanie, qui donnera naissance à l'actuelle Styrie et se trouve sous la supervision religieuse de Salzbourg. En 865, la localité de Fiscere est pourvue d'une église et d'un hospice.
Au cours du XIIe siècle, la commune gagne en importance; les châteaux de Fischau et de Brunn sont érigés à cette époque et la monnaie est dorénavant frappée à Fischau et non plus à Neunkirchen. En 1130, la commune est mentionnée pour la première fois dans un document administratif sous le nom de Vischa.
Durant les siècles suivants, la région est plusieurs fois dévastée. D'abord par les guerres entre Henri II d'Autriche et Ottokar IV, le margrave de Styrie (Fischau est réduite en cendre en 1175), puis par les incursions des Magyars à la fin du XVe siècle et des Turcs entre le XVIe siècle et le XVIIe siècle. Ce n'est qu'au XVIIIe siècle que le château de Fischau prendra son apparence présente de style baroque, grâce au baron d'Esterhazy.
En 1929 la commune de Fischau se verra adjoindre le titre de Bad pour justifier de la présence d'une source thermale communale. Et en 1969 les deux localités de Bad Fischau et Brunn fusionneront.